# Emília (vestal)
Emília (en llatí Aemilia) va ser una verge vestal condemnada a mort l'any 114 aC per haver comès incest en diverses ocasions. Segurament formava part de la gens Emília.
Va induir dues altres verges vestals, Màrcia i Licínia, a cometre el mateix delicte. Les altres dues van ser absoltes en un primer moment, però més tard van ser condemnades pel pretor Luci Cassi Longí.